# Trivia
Trivia und Varia (Pluraliatantum) sind Bezeichnungen für scheinbar unwichtige Informationen oder Wissen, das nur in weiterem Sinne mit einer konkreten Thematik zu tun hat. Trivia bedeutet etwa „wissenswerte Kleinigkeiten“, „dies und das“, manchmal auch „Kurioses“ oder „Kuriositäten“. Varia bedeutet wörtlich „Verschiedenes“.

## Wortherkunft
Trivia ist abgeleitet vom mittellateinischen Adjektiv trivialis, „jedermann zugänglich, allgemein bekannt“. Das Trivium (ursprl. „Ort, an dem drei Wege zusammenstoßen“, „viel begangener öffentlicher Weg“) bezeichnete an mittelalterlichen Universitäten das Grundstudium, in dem die ersten drei der Sieben freien Künste erlernt wurden: Grammatik, Dialektik und Rhetorik. Ihm folgte das Quadrivium mit den übrigen vier freien Wissenschaften (artes liberales), die ein freier Mann studieren konnte (Arithmetik, Geometrie, Musiktheorie und Astronomie). Das Trivium wurde mit dem Bakkalaureat (Baccalaureus Artium, kurz B. A.), abgeschlossen, dem niedrigsten akademische Grad.
Das Pluralwort Trivia fasst dementsprechend einfache Dinge zusammen, die zum Basiswissen oder Grundbestand der Allgemeinbildung gehören bzw. allgemein geläufig und vielzitiert sind.
Weder die Druckausgaben des Duden noch das Wahrig Fremdwörterlexikon verzeichnen das Wort Trivia. Auch in der Druckausgabe des Brockhaus von 2000 ist es nicht mehr enthalten. In der Online-Ausgabe des Duden ist das Wort aber inzwischen aufgeführt.
Varia ist als Neutrum-Pluralform von lat. varius („verschieden, bunt“) ein deutsches Fremdwort, meist in wissenschaftlichen Texten, mit der Bedeutung „Verschiedenes, Diverses, Vermischtes“.

## Verwendung der Begriffe
- Trivia sind Daten, Fakten oder Sachverhalte ohne wissenschaftlichen oder vordergründig praktischen Nutzen;  sie werden oft mit Belanglosigkeiten gleichgesetzt.
- Unter Varia werden in wissenschaftlichen Publikationen ergänzende Hinweise angeführt, die für den Kern der Arbeit und dessen schlussfolgernden Aufbau nicht erforderlich sind, aber nach Meinung des Autors doch erwähnt werden sollten, weil sich ihr Nutzen nicht abschätzen lässt.

## Beispiele in Kultur und Massenmedien
Viele Fragen in Kreuzworträtseln oder Quizsendungen sind Trivia. Auch Alltagsgespräche haben oft Trivia zum Thema, so dass sie mehr noch als eine informative eine kommunikative Funktion haben. Ein bekanntes Gesellschaftsspiel, das sich mit Trivia beschäftigt, ist Trivial Pursuit. Die meisten Rekorde im Guinness-Buch der Rekorde sind ebenfalls Trivia: Die Information, dass ein Japaner in einer halben Stunde 43 Hot Dogs essen kann, ist weder eine wissenschaftliche Erkenntnis noch bringt sie persönliche Vorteile. Sie ist einfach „nur“ interessant.
Trivia no Izumi, eine der erfolgreichsten Fernsehsendung des japanischen Fernsehens der 2000er Jahre, behandelte ausschließlich Trivia: Jede Woche wurden zehn bis zwölf Trivia in Videobeiträgen vorgestellt, die allein vom Publikum auf den Grad ihrer Interessantheit bewertet wurden.
Trivia bilden einen wesentlichen Teil des Medienboulevards, in dem es um Unterhaltung statt um Bildung geht. Auch lässt sich eine unscharfe Grenzlinie zwischen Comedy und politischem Kabarett nach dem Anteil der nichtkontroversen, dem behandelten Thema zugrundeliegenden Trivia ziehen.

## Abgrenzung des nützlichen Wissens vom unnützen Wissen
Der Begriff der Trivia setzt voraus, es gebe objektive Kriterien, mit denen sich nützliches von unnützem Wissen trennen lasse. Eine genaue Definition solcher Kriterien erscheint freilich sehr schwierig, da nahezu jeder Mensch die subjektive Grenze zwischen trivialem und nichttrivialem Wissen anders ziehen wird und ein Konsens kaum denkbar ist. Möglicherweise lässt sich eine gemeinsame Auffassung ermitteln, wonach es nützliches Wissen ist, dass eins und eins zusammen zwei ergibt, und triviales Wissen ist, dass eine Fernsehschauspielerin zehn Kilogramm abgenommen hat. Doch bewegen sich die meisten Wissensgegenstände zwischen diesen Extremen.
Die Antworten, ob ein Thema trivial oder nicht „nützlich“ ist, können höchst unterschiedlich ausfallen, je nachdem, wie die eigene Einschätzung von Sportdaten, Literatur, Geisteswissenschaften, Kunst, Kultur (Werbung, Kinofilme, Fernsehen, Mode als Teil der Kultur), Computerspielen, Geschichtsdaten, Lokalereignissen, nicht unmittelbar umsetzbarer Grundlagenforschung usw. sich darstellt. Die jeweils gleiche Information kann für eine Person wissenschaftlich und für eine andere Person trivial sein. Symptomatisch ist, dass eine populäre Sammlung scheinbarer Trivia, das Handbuch des nutzlosen Wissens von Hanswilhelm Haefs, mehrheitlich solche Wissenssplitter enthält, die in ihren Fachdisziplinen durchaus als Gegenstand von universitärer Forschung in Frage kommen und erst durch die Art der Präsentation trivial wirken.
Hinzu kommt, dass sich der Gehalt einer Information an Nützlichkeit und „Wissenschaftlichkeit“ (deren genaue Definition kulturbedingt sehr unterschiedlich sein kann) meist nicht genau bestimmen lässt. Eine beachtliche Anzahl von Erfindungen, Entdeckungen, Werken der Kunst und Literatur ist nicht als angestrebtes Ergebnis von Planung entstanden, sondern aufgrund von Zufall, als Ergebnis spielerischer Prozesse, aufgrund chaotischer Verläufe oder auch als Nebenprodukt einer misslungenen Planung. Dass Trivia Teil einer spielerischen Aneignung von Wissen sein können, bei dem aufgrund zufälliger Abläufe auch sogenanntes nichttriviales Wissen gelernt, neu geordnet und neu interpretiert wird, ist demnach naheliegend.
Die Zeitschrift Neon befasste sich über einen Zeitraum von fünf Jahren mit dem Thema „Unnützes Wissen“.
Wenn eine Information von ihrem Inhalt her als nicht nützlich erscheint (d. h., sie hilft nicht bei der Bewältigung einer Aufgabe), aber trotzdem als interessant wahrgenommen wird, bedeutet das, dass es die entsprechende Person anders vermutet hätte. Trivia können in dieser Funktion nützlich sein. Dabei ist auch nicht so wichtig, ob die Information exakt stimmt oder nur ungefähr; entsprechend nachlässig wird oft mit der Quellenangabe verfahren.
Primärer Vorteil trivialen Wissens dürfte in einer konkreten „Umwegrentabilität“ für zwischenmenschliche Kommunikation liegen: Es gibt die Möglichkeit, an Gesprächen teilnehmen und etwas beitragen zu können, oder schlicht ein Thema für ein zu beginnendes Gespräch zu haben.

## Abgrenzung von Information und Wissen
Als Trivia werden üblicherweise Einzelinformationen bezeichnet, die in keinem größeren Zusammenhang präsentiert werden. Ob kontextlose Einzelinformationen überhaupt als Wissen bezeichnet werden können, ist fraglich. Bei Quizsendungen und -spielen oder Kreuzworträtseln werden vielmehr zusammenhanglose Informationen aneinandergereiht. Den eigentlichen Zusammenhang bildet hier das Spielformat und damit der Unterhaltungscharakter der dargebotenen Fragen und Antworten. Inhaltlich hängen die Informationen nur durch ihre Kuriosität oder Unerwartetheit zusammen. Wissensgewinnung oder Bildung kann direkt durch Quizwissen nicht gewährleistet werden. Indirekt ist dies allerdings dadurch möglich, dass Quizfragen das Interesse auf ein Thema lenken können, das anschließend vertieft wird. Dies legt nahe, dass triviales oder Quizwissen nicht als Wissen bezeichnet werden kann, obwohl dies oft üblich ist.